# Jacob Vidnes
Jacob Laurentius Knutson Vidnes, född 5 december 1875 i Vanylven, död i oktober 1940, var en norsk tidningsman. 
Vidnes avlade 1897 lärarexamen samt medarbetade 1899–1912 i "Social-Demokraten", vars redaktör han var 1912–18. Han stiftade 1900 Norges första socialdemokratiska ungdomsförening och 1909 Norges socialdemokratiska pressförening, vars ordförande han därefter var.